# Ті Джей Тайн
Томас Джосеф «Ті Джей» Тайн (нар. 7 березня, 1975) — американський актор. Народився в сім'ї Джона Дж. Тайна ІІ й Кетрін Тайн і має п'ятьох братів та сестер: Джон, Тоун, Гейзел, Кеті й Шеллі. Найбільш відомий як ентомолог Джек Годжінс в американському телесеріалі каналу FOX — Кістки.

## Раннє життя
Ті Джей Тайн відвідував середню школу Іст Рідж у Ріджфілді, Коннектикут, перед тим як переїхав на південь, щоб поступити у вищу школу в Плано, Техас. Після закінчення школи, Ті Джей приєднався до театральної програми Університету Південної Каліфорнії, яку закінчив у 1997. У 2001 році він співзаснував Татр Джанкіс — групу, яка пропонували свої послуги й підтримку акторам в регіоні Лос-Анджелесу. Один з його братів — телевізійний продюсер Тоун Тайн, інший — адвокат Джон Тайн ІІ.

## Фільмографія
| Рік       | Назва                         | Роль                     | Нотатки                                          |
| --------- | ----------------------------- | ------------------------ | ------------------------------------------------ |
| 1998      | Дарма та Грег                 | Асистент магазину взуття | «Так, у нас немає бананів. (У нас нічого немає)» |
| 1998      | Друзі                         | Лікар Оберман            | Серія: «The One Hundredth»                       |
| 1999      | Кенан і Кел                   | Працівник ресторану      | «Freezer Burned»                                 |
| 2000      | Критична маса                 | Карл Вендт               |                                                  |
| 2000      | Небо падає                    | Кід                      |                                                  |
| 2000      | Ерін Брокович                 | Девід Фойл               |                                                  |
| 2000      | Як Грінч вкрав Різдво         | Сту Лу Ху                |                                                  |
| 2000      | Чого хочуть жінки             | Покупець у кав'ярні      |                                                  |
| 2000      | Паркери                       | Чоловік, що одружується  |                                                  |
| 2001      | Серцеїдки                     | Белгоп                   | не вказаний у титрах                             |
| 2001      | Світ привидів                 | Тодд                     |                                                  |
| 2001      | Накурені у дим                | Геральд                  |                                                  |
| 2002      | Шоу 80-их                     | Френк                    | Серія: «Tuesday Come Over»                       |
| 2003      | Кохання за правилами... і без | Офіціант                 |                                                  |
| 2004      | NCIS                          | Карл                     | «One Shot, One Kill»                             |
| 2004      | Мертва справа                 | Кіп Кровлі (1985)        | Серія: «Greed»                                   |
| 2004      | Моя дружина та діти           | Доставник піци           | Серія: «Outbreak Monkey»                         |
| 2004      | Ангел                         | Адвокат                  | 3 серії                                          |
| 2004      | Безслідно                     | Данкан                   | Серія: «Light Years»                             |
| 2004      | CSI: Місце злочину            | Хлопець із сумками       |                                                  |
| 2004      | Всі жінки відьми              | Світлоносець Денні       |                                                  |
| 2004-2005 | Хафф                          | Ніл                      | 3 серії                                          |
| 2005      | Чужа сім'я                    | Леррі Бернштайн          | 1 серія                                          |
| 2005      | Моя дружина та діти           | Мененджер                | Серія: «Silence is Golden»                       |
| 2005      | Місце злочину: Нью-Йорк       | Рон Лантем               | Серія: «Tri-Borough»                             |
| 2005      | 24                            | Джейсон Жерар            | Серія: «11:00 p.m.-12:00 a.m.»                   |
| 2005-2017 | Кістки                        | Джек Ходжінс             | Один з головних героїв                           |
| 2007      | Перевірка                     | Х'ю/Спів-продюсер        | Короткометражний фільм                           |
| 2011      | Шафл                          | Ловелл Міло              |                                                  |
| 2011      | Пардон                        | Отець Річард             |                                                  |
| 2011      | Стоп                          | Мен/Режисер/Сценарист    | Короткометражний фільм                           |
| 2012      | The Finder                    | Джек Ходжінс             | Серія: «Little Green Men»                        |

## Зовнішні посилання
- Офіційний сайт
- Ті Джей Тайн на сайті IMDb (англ.)
- Ті Джей Тайн у соцмережі «Твіттер»